# Déchet ménager dangereux

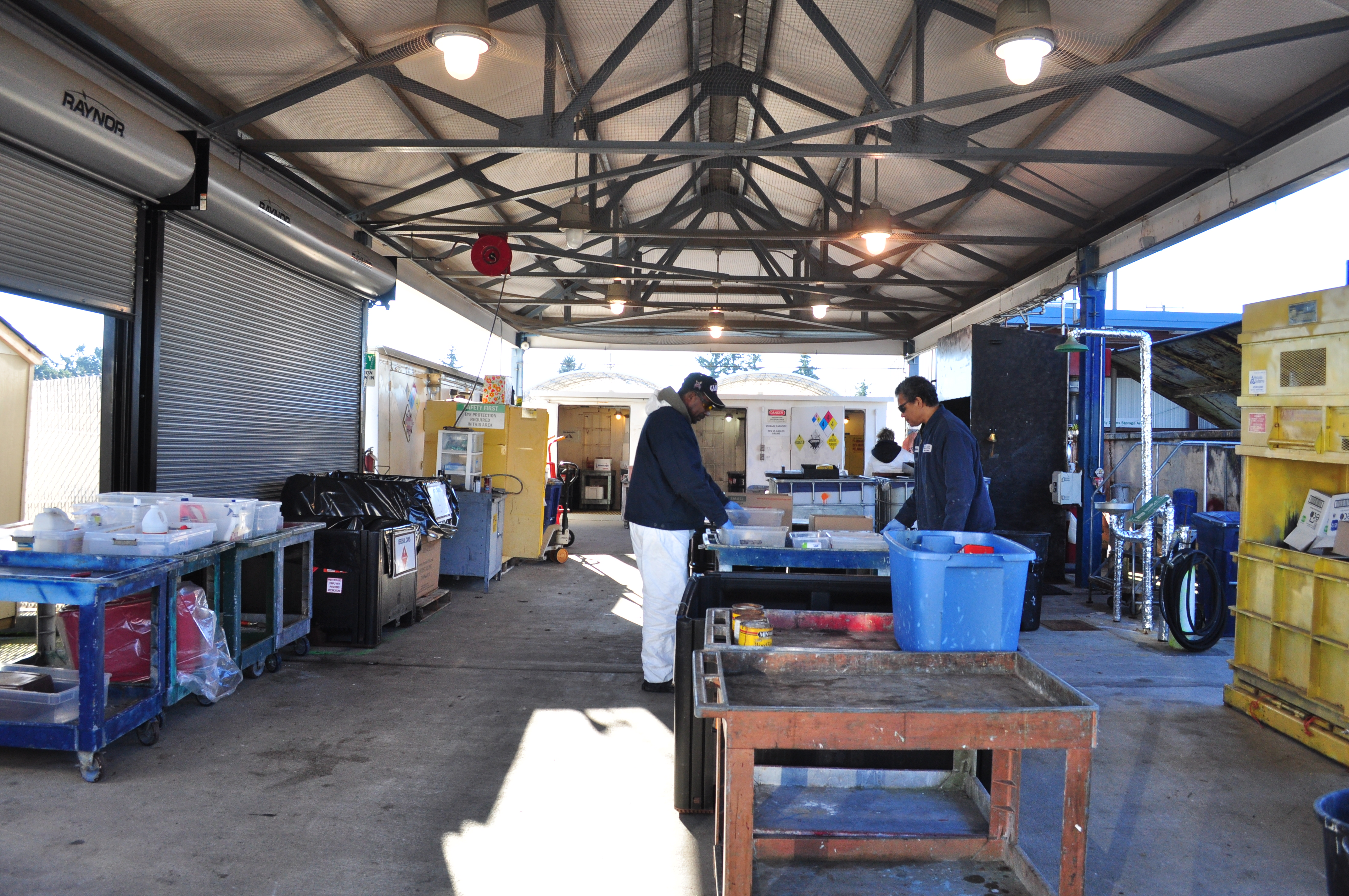
Un centre de collecte de déchets ménagers dangereux à Seattle, Washington, États-Unis

Les déchets ménagers dangereux ou résidus domestiques dangereux (RDD, en anglais household hazardous waste, HHW) sont des déchets post-consommation (en) (déchets ménagers) qui sont considérés comme des déchets dangereux lorsqu'ils sont jetés. Sont inclus les produits chimiques ménagers, et d'autres substances pour lesquelles le propriétaire n'a plus d'utilisation, comme les produits de consommation vendus pour les tâches ménagères, les soins personnels (en), les entretiens automobiles, la lutte contre les ravageurs et à d'autres fins. Ces produits présentent plusieurs des mêmes caractéristiques dangereuses que les déchets dangereux entièrement réglementés en raison de leur potentiel de réactivité (en), d'inflammabilité, de corrosivité, de toxicité ou de persistance. Sont inclus déboucheur, peinture à l'huile, huile de moteur, antigel, combustibles, poisons, pesticides, herbicides et rodenticides, lampes fluorescentes, ballasts de lampes, détecteurs de fumée, déchets médicaux, certains types de produits chimiques de nettoyage et électronique grand public (comme les téléviseurs, ordinateurs et téléphones portables).

## Union européenne
Des réglementations telles que la directive relative aux déchets d'équipements électriques et électroniques (en) (DEEE) sont en cours d'introduction dans les pays de l'Union européenne.

## États-Unis
Certains articles tels que les piles et les lampes fluorescentes peuvent être retournés aux magasins de vente au détail pour élimination. La Rechargeable Battery Recycling Corporation (en) (RBRC) tient à jour une liste des emplacements de recyclage des batteries et les organisations environnementales locales doivent avoir une liste des emplacements de recyclage des lampes fluorescentes. La classification « household hazardous waste » est utilisée depuis des décennies et ne reflète pas avec précision le groupe plus large de matières qui, au cours des dernières années, sont devenues les déchets ménagers dangereux. Ceux-ci comprennent des articles tels que la peinture au latex, les produits ménagers non dangereux et d'autres articles qui ne présentent généralement pas de caractéristiques dangereuses qui sont systématiquement inclus dans les programmes d'élimination des « household hazardous waste ». Le terme « « home generated special materials » — les matériaux spéciaux générés par la maison — identifie plus précisément une gamme plus large d'articles que les agences publiques ciblent comme étant recyclables et / ou ne devraient pas être jetés dans une décharge.
HHW n'est pas réglementé par l'EPA. De nombreux États et départements locaux de gestion des déchets solides ont créé et financé des programmes de collecte des déchets ménagers dangereux pour offrir des options d'élimination sûres. Ces programmes peuvent inclure un service de collecte à domicile, des installations permanentes et des activités de collecte d'une journée.
Bien que la plupart des États américains et les réglementations fédérales continuent d'autoriser l'élimination par les propriétaires de certains déchets ménagers dangereux dans le flux de déchets solides, les agences d'État deviennent plus strictes dans l'application des réglementations existantes sur les déchets dangereux au niveau de la vente au détail.
L'aperçu le plus complet de ce sujet, y compris l'histoire, les politiques et les questions techniques, est fournie par le livre 2008 Handbook on Household Hazardous Waste de Amy Cabaniss, rédactrice en chef. Une ressource supplémentaire de présentation du HHW se trouve au chapitre 10 du Handbook of Solid Waste Management, George Tchobanoglous et Frank Kreith (en), éditeurs.
L'organisation professionnelle qui se concentre le plus sur les questions de DHS est la North American Hazardous Materials Management Association, NAHMMA. NAHMMA a des chapitres dans de nombreux États, tient une conférence annuelle, fournit une formation et propose des publications professionnelles. En collaboration avec la Solid Waste Association of North America (SWANA), la NAHMMA offre une certification aux professionnels de la collecte des HHW.

### Réglementation étatique
En Floride  et dans d'autres États des États-Unis, la responsabilité de l'élimination appropriée des déchets dangereux au détail incombe au générateur. Selon l'État, une « élimination appropriée » encourage ou, dans certains États, exige que les déchets dangereux des petites entreprises ne soient pas éliminés par le biais du flux de déchets solides, mais doivent être transportés uniquement conformément aux règlements des transporteurs agréés par le DOT et de l'EPA (RCRA (en)) pour un TSDRF —Treatment Storage Disposal and/or Recycling Facility —de déchets dangereux dûment autorisé.
Certains États autorisent la collecte des déchets dangereux des petites entreprises au même endroit que les déchets ménagers dangereux. Cependant, il est plus courant que les installations de collecte publiques limitent la collecte des déchets dangereux aux ménages. En 1992, l'EPA des États-Unis a publié une politique qui permettait aux États de collecter et de mélanger les déchets dangereux ménagers avec des déchets dangereux conditionnellement exemptés provenant de petites entreprises. Cela a encouragé une tendance des programmes de collecte locaux à évoluer des déchets ménagers dangereux uniquement pour inclure également la collecte des déchets dangereux des petites entreprises.
La Californie a introduit une loi sur le recyclage des déchets électroniques (en) . Alors que la plupart des États reconnaissent l'exemption pour les déchets dangereux générés à domicile dans le 40 CFR, la Californie a établi la section 25218 du Code de santé et de sécurité pour réglementer tous les aspects des matériaux spéciaux générés à domicile (HHW). 25218 détaille les types de programmes, par exemple Porte-à-porte, HHWCF permanent, trottoir, mobile, etc. Les agences publiques doivent parrainer (en tant que générateur) tous les programmes HHW car leur numéro d'identification EPA est utilisé. Tous les programmes HHW sont surveillés par le DTSC et / ou l'organisation locale CUPA. Un permis par règle doit être obtenu auprès du DTSC ou du CUPA avant de mettre en œuvre la plupart des activités de collecte de HHW.
La Pennsylvanie a introduit le Covered Device Recycling Act.

## Canada
Les résidus domestiques dangereux (RDD) au Canada représentent une catégorie spécifique de déchets qui nécessitent une attention particulière en raison de leur potentiel nocif pour la santé humaine et l'environnement.

### Définition et Types de RDD
Les résidus domestiques dangereux sont des produits chimiques et des substances utilisés dans les foyers qui, en raison de leurs propriétés toxiques, inflammables, corrosives ou réactives, peuvent présenter un risque pour la santé ou l'environnement s'ils ne sont pas éliminés correctement.
Parmi les RDD, on trouve des produits comme les peintures, solvants, nettoyants ménagers, pesticides, batteries, ampoules fluocompactes, et certains produits électroniques.

### Impact sur la santé et l'environnement
L'exposition à ces substances peut entraîner des problèmes de santé, tels que des irritations cutanées, des troubles respiratoires, et dans des cas plus graves, des intoxications ou des cancers. Si ces déchets sont jetés dans la nature ou dans des décharges non adaptées, ils peuvent contaminer les sols, les cours d'eau et l'air, affectant ainsi la faune, la flore et la qualité de l'eau.

### Réglementation et gestion au Canada
Au Canada, la gestion des RDD est réglementée par des lois fédérales, provinciales et municipales. Ces réglementations visent à contrôler la collecte, le transport, le traitement et l'élimination de ces déchets. De nombreuses municipalités offrent des services de collecte spéciaux pour les RDD, comme des jours de collecte désignés ou des installations permanentes de collecte.